# Cúc áo
Cúc áo hay còn gọi nút áo, kim hoa (danh pháp khoa học: Spilanthes iabadicensis) là một loài thực vật có hoa trong họ Cúc. Loài này được A.H.Moore miêu tả khoa học đầu tiên năm 1907.
Cúc áo phân bổ nơi ẩm mát ven suối, cao độ sinh thái từ 400 – 1200 m. Lá và ngọn non có thể được dùng như rau với vị cay.